# Municipio de Mecayapan
El municipio de Mecayapan se encuentra ubicado en la zona sureste del Estado de Veracruz en la región Olmeca, es uno de los 212 municipios de la entidad. Está ubicado en las coordenadas 18°13” latitud norte y 94°50” longitud oeste, y cuenta con una altura de 360 m s. n. m. Su cabecera es la localidad de Mecayapan.
El municipio lo conforman 66 localidades en las cuales habitan 13.633 personas, es un municipio categorizado como rural.
Mecayapan tiene un clima principalmente cálido, con lluvias abundantes principalmente en verano y algunas más en otoño.
El municipio de Mecayapan celebra sus tradicionales fiestas en honor al santo patrono Santiago Jacobo el día 11 de mayo.

## Límites
El exclave norte del municipio tiene límites administrativos con los siguientes municipios y/o accidentes geográficos, según su ubicación:
|                 | Norte: Golfo de México                |                                               |
| Oeste: Catemaco |                                       | Este: Golfo de México, Tatahuicapan de Juárez |
|                 | Sur: Catemaco, Tatahuicapan de Juárez |                                               |

El resto del municipio de Mecayapan, que contiene de la cabecera municipal, tiene límites administrativos con los siguientes municipios:
|                 | Norte: Tatahuicapan de Juárez |                    |
| Oeste: Soteapan |                               | Este: Pajapan      |
|                 | Sur: Soteapan, Chinameca      | Sureste: Chinameca |